# Karel Košvanec
Karel Košvanec (? – 28. dubna 1950) byl československý občan a železničář, který během druhé světové války pašoval potraviny Židům, vězněným v koncentračním táboře Terezín, díky čemuž desítky z nich zachránil od smrti hladem. Za jeho činy a osobní statečnost mu byl v roce 2013 in memoriam udělen titul Spravedlivý mezi národy, jenž označuje lidi nežidovského původu, kteří přispěli k záchraně Židů před holocaustem.

## Biografie

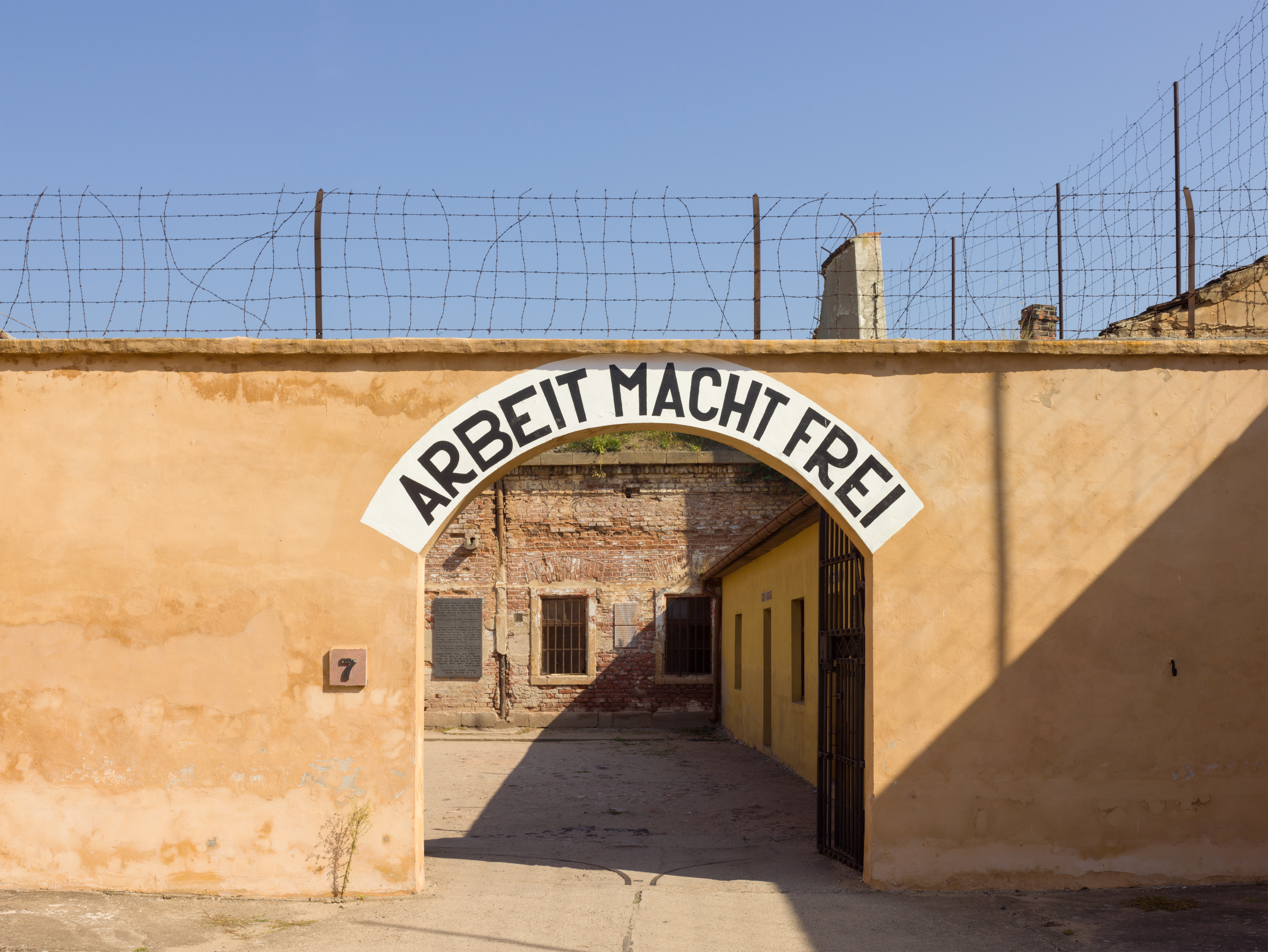
Brána v koncentračním táboře

Košvanec, který byl povoláním železničář, žil v Nových Kopistech na Litoměřicku, a měl tři děti (nejstarší dcera Vlasta se narodila roku 1931). Během druhé světové války pracoval na železnici v nedalekých Bohušovicích nad Ohří. Právě tam směřovaly nacistické transporty Židů, kteří poté putovali do koncentračního tábora v Terezíně. Košvanec je během své práce na nádraží viděl a rozhodl se Židům nezištně pomáhat.
| „ | Od svého árijce jsem dostala balík. Nevím, co mám dělat. Jednak bych se s ním sama ráda sešla, neboť nejde, aby mně a Evě posílal dárky zcela zadarmo. (…) Když slyšel, že mám těžce nemocnou přítelkyni, tak jí poslal umělý med a ovoce. Není to báječné? Poslal mi až dosud tři sta cigaret, kilo medu, čtyři kila mouky, pečivo, margarín, kilo uzeného a sacharin. Kdybych to někomu vypravovala, tak by to znělo jako pohádka. | “ |
| — Úryvek z deníku 21leté židovské dívky Evy Roubíčkové, vězněné v Terezíně, o Karlu Košvancovi, jehož označuje slovy „můj árijec“ | |   |

V letech 1942 až 1945 jim do terezínského ghetta pašoval potraviny, léky, cigarety a další zboží, a rovněž udržoval necenzurovanou korespondenci s jejich blízkými. Část věcí pořizoval na černém trhu za cennosti, které mu Židé za tímto účelem dali, protože pouze ze svého by vše koupit nedokázal. Do hlídaného tábora je pašoval pravidelně každý týden, někdy i dvakrát. Nebylo to však snadné. S nákladem vážícím někdy i desítky kilogramů se musel proplížit mezi strážemi. Někdy pašování trvalo i celou noc, během níž musel v zimě ležet na sněhu, jelikož nemohl odejít skrze stráž. S jeho činností mu kromě manželky pomáhala i nejstarší dcera Vlasta. Sebe i celou rodinu tak vystavoval riziku trestu smrti, který by mu při odhalení hrozil ze strany nacistů.
Košvanec zemřel v roce 1950 ve čtyřiceti devíti letech na zápal plic, aniž by se o jeho hrdinství mimo rodinu vědělo. Častá plížení do terezínského ghetta, která za války podstupoval, patrně podlomila jeho zdraví. Část Židů zůstala s Košvancovou rodinou ve styku i po válce a na Vánoce jim posílali peníze. Jeho rodina však čelila v 50. letech kvůli pomoci Židům komunistickým represím, v jejichž důsledku se přestěhovala z Nových Kopist do Liberce. Košvancova manželka byla v roce 1957 ve vykonstruovaném soudním procesu odsouzena k šestiletému odnětí svobody „za obohacování na úkor obětí fašismu a spekulace se zlatými předměty“, a trest nastoupila v pracovním lágru na Slovensku. Košvancova dcera Vlasta strávila tři týdny ve vazbě a komunistický režim rodině zabavil dům a ostatní majetek. Důvodem bylo udání závistivého souseda, který Košvancovy obvinil z údajného prodeje židovského zlata.
Rodina Karla Košvance se dočkala rehabilitace až po roce 1990. Městský soud v Praze tehdy v roce 1994 všechna obvinění proti Košvancovým zrušil. Jeho příběh a osobní statečnost během války byly odhaleny díky spolku Post Bellum, který v roce 2009 začal dokumentovat příběhy jeho dcery Vlasty a Evy Roubíčkové, židovské dívky, které Košvanec v Terezíně pomáhal. V roce 2011 byl na nádraží v Bohušovicích nad Ohří odhalen památník Karlu Košvancovi. O dva roky později mu bylo in memoriam uděleno ocenění Spravedlivý mezi národy. Dne 27. ledna 2014, tedy v Mezinárodní den památky obětí holocaustu, převzala jeho 83letá dcera Vlasta Rypáčková v Liberci při slavnostní ceremonii z rukou izraelského velvyslance Garyho Korena pro svého otce in memoriam pamětní medaili a certifikát k tomuto ocenění.